# Melvin C. Snyder
Melvin Claude Snyder, född 29 oktober 1898 i Albright i West Virginia, död 5 augusti 1972 i Kingwood i West Virginia, var en amerikansk politiker (republikan). Han var ledamot av USA:s representanthus 1947–1949.
Snyder efterträdde 1947 Jennings Randolph som kongressledamot och efterträddes 1949 av Harley Orrin Staggers.
Snyder avled 1972 och gravsattes på Maplewood Cemetery i Kingwood i West Virginia.